# Nazionale maschile di pallavolo dell'Arabia Saudita
La nazionale maschile di pallavolo dell'Arabia Saudita è una squadra asiatica e oceaniana composta dai migliori giocatori di pallavolo dell'Arabia Saudita ed è posta sotto l'egida della Federazione pallavolistica dell'Arabia Saudita.

## Risultati

### Competizioni AVC
| 1975 | non qualificata | -            |
| 1979 | 9º posto        | Convocazioni |
| 1983 | non qualificata | -            |
| 1987 | 13º posto       | Convocazioni |
| 1989 | non qualificata | -            |
| 1991 | 13º posto       | Convocazioni |
| 1993 | non qualificata | -            |
| 1995 | non qualificata | -            |
| 1997 | 12º posto       | Convocazioni |
| 1999 | non qualificata |              |
| 2001 | 8º posto        | Convocazioni |
| 2003 | 12º posto       | Convocazioni |
| 2005 | non qualificata | -            |
| 2007 | 12º posto       | Convocazioni |
| 2009 | non qualificata | -            |
| 2011 | non qualificata | -            |
| 2013 | 21º posto       | Convocazioni |
| 2015 | non qualificata | -            |
| 2017 | 15º posto       | Convocazioni |
| 2019 | non qualificata | -            |
| 2021 | 12º posto       | Convocazioni |
| 2023 | non qualificata | -            |

| 2018 | 2º posto        | Convocazioni |
| 2022 | 2º posto        | Convocazioni |
| 2023 | 14º posto       | Convocazioni |
| 2024 | non qualificata | -            |